# Jean Delobel
Pour les articles homonymes, voir Delobel.
Jean Delobel né le 31 janvier 1933 à Armentières (Nord) et mort le 10 mai 2013 à Bailleul (Nord)  est un homme politique français.

## Biographie
Diplômé professeur des collèges, il enseigne dans les écoles de la région d’Armentières et de Bailleul.
En 1977, Jean Delobel est élu maire de Bailleul. Il le reste jusqu’en 2005, où à la suite d’un AVC il laisse le siège majoral à son premier adjoint, Michel Gilloen.
Jean Delobel est conseiller régional, conseiller général du canton de Bailleul-Sud-Ouest et député de la quinzième circonscription du Nord de 1997 à 2007.
Sous l’impulsion de Noël Josèphe, Jean Delobel concrétise le projet de M. et Mme Gehu : créer un centre de recherche pour les plantes en voie de disparition, amenant Bailleul à avoir un Conservatoire Botanique National avec une école des plantes ouverte à tous.
Il est membre du Parti socialiste avant un accident cérébral en 2005. Il se présente en candidat libre aux élections législatives de 2007 mais n'est pas réélu.

## Mandats
- 13/03/1977 - 09/03/1983 : maire de Bailleul
- 06/03/1983 - 12/03/1989 : maire de Bailleul
- 03/10/1988 - 27/03/1994 : conseiller général du Nord (canton de Bailleul-Sud-Ouest)
- 20/03/1989 - 18/06/1995 : maire de Bailleul
- 28/03/1994 - 18/03/2001 : conseiller général du Nord
- 25/06/1995 - 18/03/2001 : maire de Bailleul
- 01/06/1997 - 18/06/2002 : député de la 15e circonscription du Nord
- 18/03/2001 - 20/01/2006 : maire de Bailleul
- 18/06/2002 - 19/06/2007 : député de la 15e circonscription du Nord